# Struthas
Struthas war zu Beginn des 4. Jahrhunderts v. Chr. für kurze Zeit persischer Satrap von Lydien mit Sitz in Sardes. 
Zunächst oberster Feldherr der Seeprovinzen, neigte er einer gegen Sparta gerichteten Politik zu. Zusammen mit dem Satrapen Tissaphernes schlug er 399 v. Chr. ein spartanisches Söldnerheer unter Thibron, das in Kleinasien eingefallen war. Vier Jahre später unterlag Tissaphernes jedoch in einer Schlacht gegen König Agesilaos II. von Sparta und wurde anschließend auf Betreiben von Großkönig Artaxerxes II. hingerichtet. Sein Nachfolger Tiribazos bekämpfte die Spartaner zwar erfolgreich, neigte aber einer Einigung mit ihnen auf Kosten Athens zu. Im Jahr 391 v. Chr. nahm er gegen die Intentionen des persischen Hofes Friedensgespräche mit Sparta auf. Daraufhin wurde er durch Struthas ersetzt, der von nun an Athen unterstützte. 
Die zunehmenden Erfolge der Athener zur See, weckten aber am persischen Hof die Furcht vor einem Erstarken der athenischen Macht und einem möglichen Wiedererstehen des Attischen Seebunds. So wuchs die Bereitschaft, sich doch mit Sparta auf Kosten Athens zu arrangieren. Im Jahr 388 v. Chr. löste daher Tiribazos Struthas wieder ab und verkündete im Jahr darauf den Königsfrieden, in dem Spartas Hegemonie über Griechenland anerkannt wurde und das Achämenidenreich als Garantiemacht auftrat.